# Deutscher Teckelklub 1888
Der Deutsche Teckelklub 1888 (DTK) ist der zweitälteste Hundezuchtverein Deutschlands und setzt einen internationalen Standard, den FCI-Standard, für alle Dackel, auch Teckel oder Dachshund genannt.

## Beschreibung
Als Hauptziel fördert der Verein „alle Bestrebungen, den Teckel mit einem formvollendeten Körper zu züchten, sein ursprüngliches Wesen zu erhalten, seine jagdlichen Anlagen zu bewahren und zu fördern“ (Satzung). Hundehändler und kommerziell ausgerichtete Interessenten werden nicht aufgenommen beziehungsweise ausgeschlossen.
Der DTK hat ca. 20.000 Mitglieder in ca. 300 Ortsgruppen und Sektionen, welche 18 Landesverbänden angehören. Der Hauptsitz ist in Duisburg. Die Organe bieten Welpenvermittlung, Beratung, Ausbildung zum Begleit- und Jagdhund, Schauen und Ausstellungen. Der Verein ist unter anderem Mitglied im Jagdgebrauchshundverband (JGHV) und im Verband für das Deutsche Hundewesen (VDH).

## Geschichte
Der Deutsche Teckelklub 1888 e.V. wurde am 10. Juni des Jahres 1888 durch Emil Ilgner und Klaus Graf Hahn gegründet, die beide am Tage der ersten Generalversammlung zu den Vorsitzenden des Vereins gewählt wurden (1. Vorsitzender: Emil Ilgner, 2. Vorsitzender: Klaus Graf Hahn). Als Beigeordnete des Vorstandes bestimmten die Anwesenden den Rittergutsbesitzer Willmann. Das Ziel und somit auch der Zweck des neu gegründeten Vereins lag darin, die Teckelzucht zu fördern. Bereits zwei Jahre nach der Gründung war im Jahre 1890 die Mitgliederzahl auf 160 angestiegen, sodass der Verein von einer jährlich stattfindenden Versammlung zu einer monatlichen überging. Ein erstes öffentliches Erscheinen des Klubs war im Rahmen einer Kölner Ausstellung möglich, dort hielt der Teckelklub Ausstellungsschliefen (Vorführen der jagdlichen Eigenschaften in einem künstlichen Fuchs- oder Dachsbau) ab, auf der sieben Hunde gezeigt wurden.
In das erste Stammbuch, das der Klub im Jahr 1889 veröffentlichte, wurden 386 Kurzhaarteckel, 3 Rauhhaarteckel und 5 Langhaarteckel eingetragen.